# Norwegian Spirit
El Norwegian Spirit és un vaixell de passatgers de la companyia de creuers Norwegian Cruise Line.
Va ser construït entre 1996 i 1998 per Meyer Werft a Papenburg, Alemanya, per a Star Cruises.
Existeix un altre vaixell bessó, anomenat SuperStar Virgo de Star Cruises. Va navegar anomenat SuperStar Leo amb Star Cruises fins al 2004, quan va ser transferit a la flota de NCL com Norwegian Spirit.
Té eslora de 268 m, mànega de 32.3 m, amb 14 cobertes. Nominalment accepta 1996 passatgers i 965 tripulants. Navega amb bandera de Bahames. Actualment sol fer rutes pel Mediterrani a l'estiu i la tardor, i a l'hivern i la primavera fa rutes per les illes Canàries sortint de Barcelona o Málaga.